# Саванный слон
Сава́нный слон (лат. Loxodonta africana) — млекопитающее из рода африканских слонов отряда хоботных. Является самым крупным из ныне живущих наземных животных. Лесной слон, ранее считавшийся подвидом африканского слона, был выделен в отдельный вид.
Также существует пустынная популяция, обитающая в пустынях Намибии и Мали.

## Внешний вид
Саванный слон характеризуется массивным тяжёлым телом, большой головой на короткой шее, толстыми конечностями, огромными ушами, верхними резцами, превратившимися в бивни, длинным мускулистым хоботом.
Согласно «Книге рекордов Гиннесса», это самое крупное наземное млекопитающее. Самым крупным экземпляром из когда-либо зарегистрированных был самец, застреленный в 1955 году в Анголе, его масса составила 10886 кг, по другим данным — 12,0 тонн. Однако в «Книге рекордов Гиннеса» (1976 год) указано, что максимальный достоверно измеренный вес слона составляет 6640 кг.
Длина тела достигает 6—7,5 м, высота в плечах (наивысшая точка тела) — 3—3,8 м. Средняя масса тела у самок 3 тонны, самцов — 5 тонн.